# Mussaenda leucophylla
Mussaenda leucophylla là một loài thực vật có hoa trong họ Thiến thảo. Loài này được E.M.A.Petit mô tả khoa học đầu tiên năm 1955.